# Frank Kortan
Frank Kortan (* 22. dubna 1964 Praha, jako František Kortán) je německý malíř českého původu. Žije a pracuje v bavorském Egloffsteinu.

## Život a dílo
Svoji uměleckou dráhu začal jako profesionální hudebník. V roce 1984 emigroval z Československa do Švýcarska, po jednoročním pobytu ve švýcarském Ticinu se přestěhoval a trvale usadil v Německu. Zde se poprvé setkal s německou výtvarnou scénou, zabývající se malířským stylem „Le Trompe-l’oeil“ (matení očí). Jedná se o velmi precizní a detailní způsob malby, kde finální výsledek obrazu působí téměř trojrozměrně. Byl fascinován tímto stylem, jehož základy sahají až do středověku, a začal intenzivně studovat techniku malby starých mistrů.
Chtěl dosáhnout nejvyšší technické kvality, která mu umožní realizovat jeho umělecké představy bez jakéhokoliv omezení. Samotné Le Trompe-l’oeil, které znázorňuje převážně realistická zátiší, mu ale nestačila, a proto propojuje několik žánrových stylů dohromady (Le Trompe-l’oeil, fantastický realismus a surrealismus).
V jeho nadčasových dílech najdeme současná a historická témata propojená jeho vizemi, sny a skrytým humorem. V jeho unikátním stylu se nechávají portrétovat také slavné osobnosti, jako např. spisovatel Ephraim Kishon, zpěvák Karel Gott nebo herec Bolek Polívka
Od roku 2003 je Rytířem řádu Ordo Sancti Constantini Magni.
Frank Kortan prezentoval své práce na mnoha samostatných i skupinových výstavách. Jeho obrazy jsou součástí veřejných i soukromých uměleckých sbírek.

## Zastoupení ve sbírkách
- Albrecht-Dürer-Haus, Norimberk (Německo)
- Monaco Modern Art Museum, Monako (Monako)
- Museo de Arte Contemporáneo, Santiago de Chile (Čile)
- Museo d'Arte, Mendrisio (Švýcarsko)
- Levi-Strauss-Museum, Buttenheim (Německo)
- Bibliothèque Royale Albert I., Brusel (Belgie)
- National Contemporary Art Museum Lord Eastleigh Foundation, Seborga (Itálie)
- Knihovna Uměleckoprůmyslového musea v Praze zařadila do svého fondu monografii Franka Kortana

## Ocenění díla
- European Prize for Fine Arts by the European Union of Arts[3]
- European Medal of Franz Kafka for Artistic Creation
- International Prize LEONARDO DA VINCI Italy
- International Prize DONATELLO Italy
- WOLRD PRIZE OF SALVADOR DALI, the Salvador Dalí International Fine Arts Prize
- European Prize Frank Kupka
- European Prize of Rudolf II
- 1st prize, Palm Art Award, Art Domain Germany[4]
- TOILE D'OR, Fédération Nationale de la Culture Française
- WHO IS Publisher Prize 2014 , Palm Art Award, Art Domain Germany,[5]
- Merit Award 2017, Palm Art Award, Art Domain Germany,[6]
- TOP CONTEMPORARY ARTISTS OF TODAY for 2022  Award, Art Market International Art Magazine Israel - USA
- TOP CONTEMPORARY ARTISTS OF TODAY for 2024 Award, GOLD LIST, Art Market/International Art Magazine Israel - USA

## Výstavy
- 1996 Galerie MIRO, Praha, Česko
- 1999 Galerie MIRO, Praha, Česko
- 2001 Salon de la Residence du Louvre, Menton, Monaco Modern Art Museum, Monaco
- 2003 Salon d’Automne, Paříž, Francie
  - Salvador Dali Exhibition, Musée Baron Martin, Gray, Francie
- 2004 Centre Culturel Peugeot, Paříž, Francie
  - Adam und Eva, Albrecht Dürer Haus, Norimberk, Německo
- 2005 Salvador Dali Exhibition, Musée Baron Martin, Gray, Francie
- 2006 Graphische Sammlung, Albrecht Dürer Haus, Norimberk, Německo
  - Gallery North at European Parliament, Strasbourg, Francie
  - Zeitgenössische Kunst, Art Affair Galerie, Regensburg, Německo
  - Mona Lisa, Nová radnice, Brno, Česko
  - Dalis Erben, Art Affair Galerie, Regensburg, Německo
  - Salon du Fantastique Chateau Sedan, Francie
  - Mona Lisa, Nostický palác, Ministerstvo kultury ČR, Praha
- 2007 Allegretti Palazzo Bertalazone di san Fermon Torino, Itálie
  - Salon comparaisons, Grand Palais des Champs Elysées, Paříž, Francie
  - Saint Germain des Angles, Francie
  - Mona Lisa, Bratislava, Slovensko
  - Galerie Sima, Paříž, Francie
- 2008 Chapelle des Jesuites, Chaumont sur Mame, Francie
  - Altes Rathaus, Viechtach, Německo
  - A L’Ecu de France Gallery, Viroflay, Francie
  - Die Kunst des Portraits, Stadtmuseum Erlangen, Německo
- 2009 Galleria Renaissance, Florencie, Itálie
  - Galleria Comunale di Arte Moderna e Contemporanea, Piombino, Itálie
  - Art centre, Schloss Vascoeuil, Francie
  - Commerzbank Praha, Česko
  - Czech Contemporary Art – Parallel lines III, Moskva, Rusko
- 2010 OPEN Arts – Brusel, Belgie
- 2011 Salon d’Automne Paris, Francie
  - Barockschloss Riegersburg, Rakousko
  - Ducal Palace Nevers, Francie
- 2012 HIP Galerie d’art Paris, Francie
- 2014 Callas Bremen, Bilder der Nacht – so hell, Německo
  - Cultural Center Valéry-Larboud, Vichy, Francie
- 2015 Trompe-l'oeil, Konschthaus beim Engel, Luxembourg
  - Trierenberg Art, Traun, Rakousko
- 2016 Glück, Galerie M Beck, Homburg, Německo
- 2017 Real – Surreal – Irreal, Villa Berberich, Bad Säckingen, Německo
- 2024 SCAN ART - Finalists Exhibition for Painting, Bakerhouse Gallery, Graz, Rakousko

## Galerie

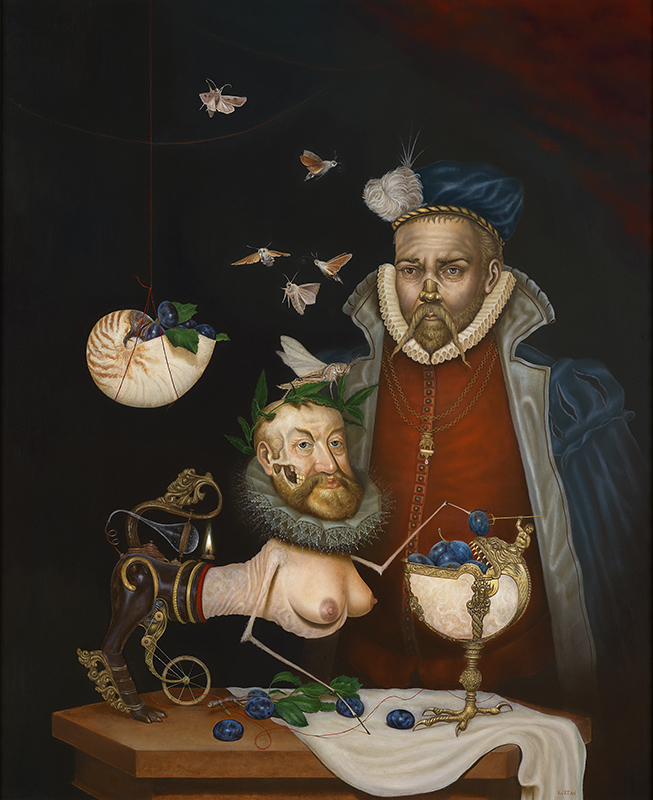
Alchymistův pokus No. 2019
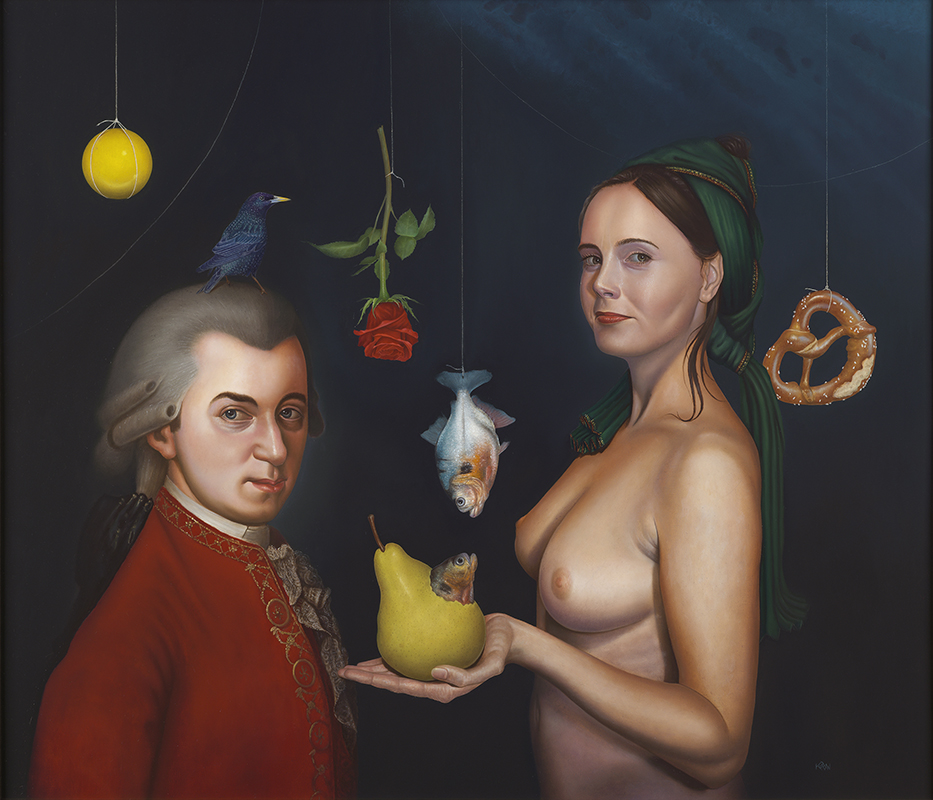
Amadeova zapomenutá opera LE NOZZE DEI PESCI
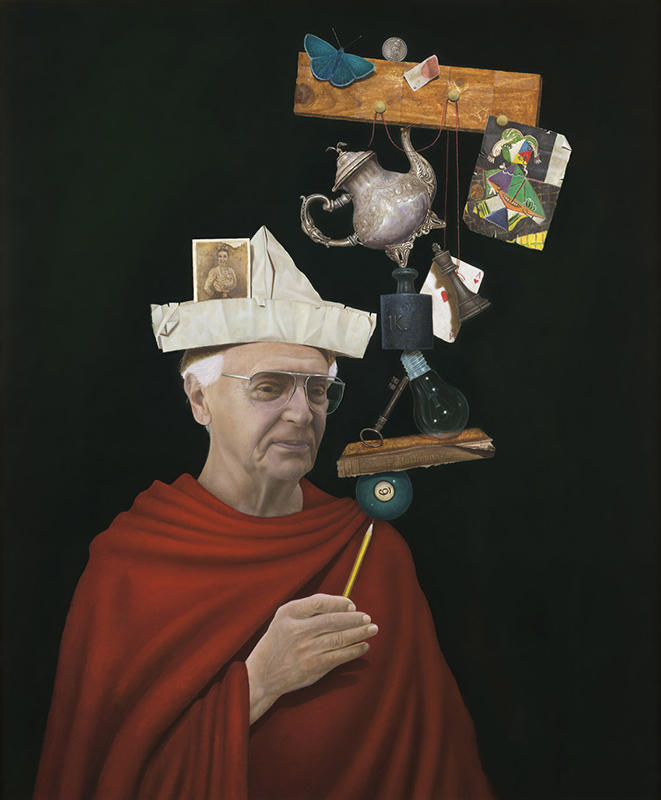
Odpolední představení pro Lisu a přátele (portrét pro Ephraima Kishona)
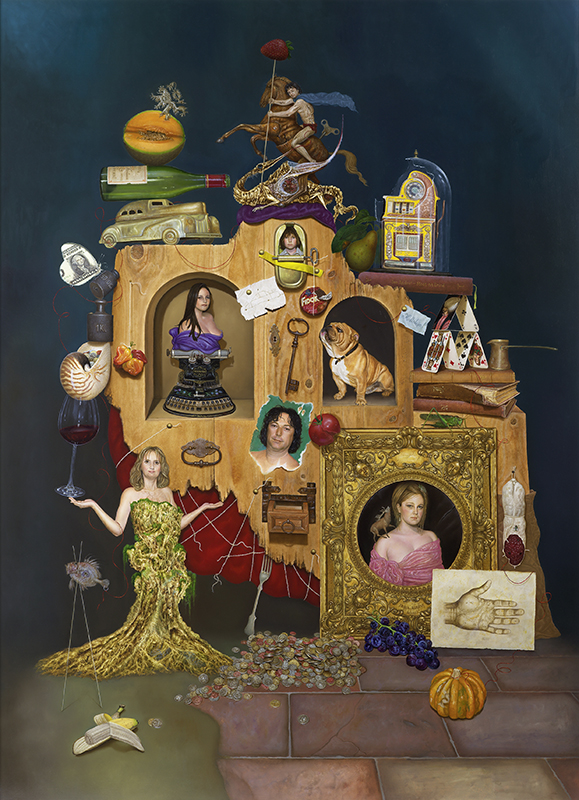
Palác šťastného osudu
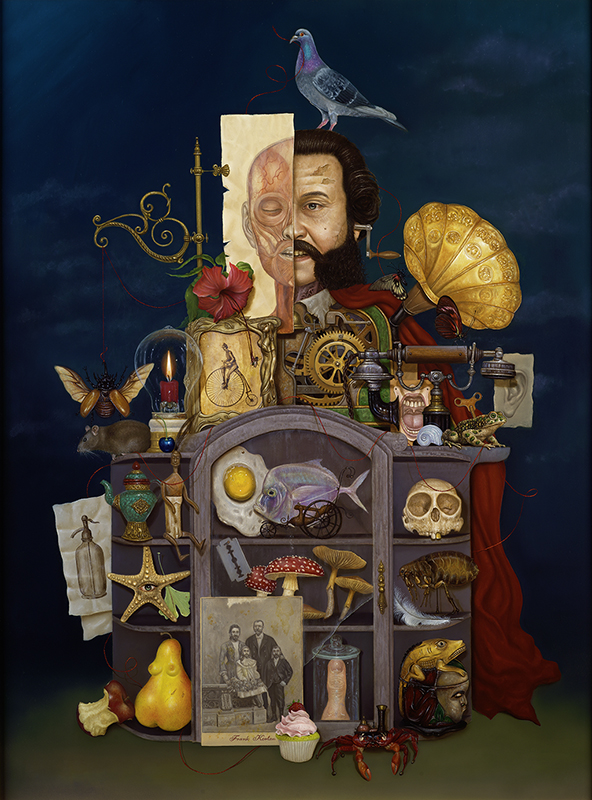
Pomník neznámého génia
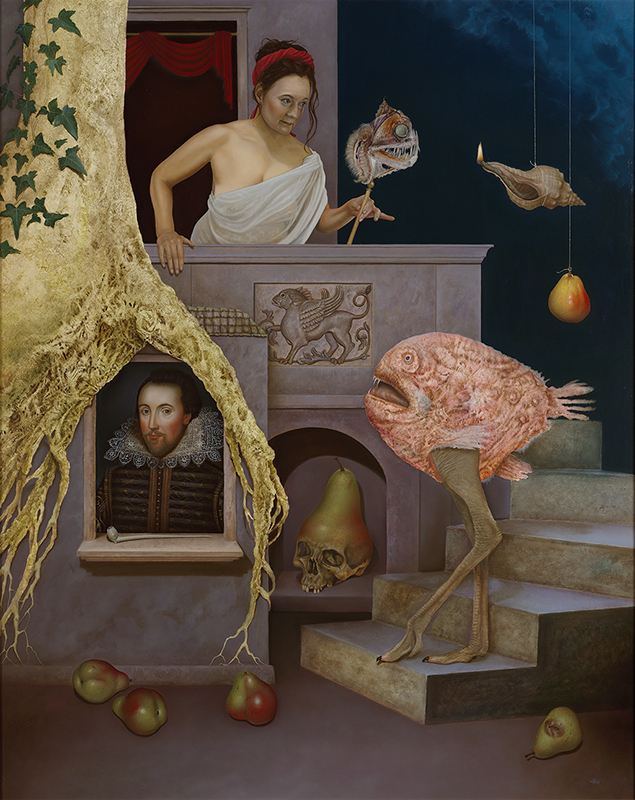
Romeo a Julie
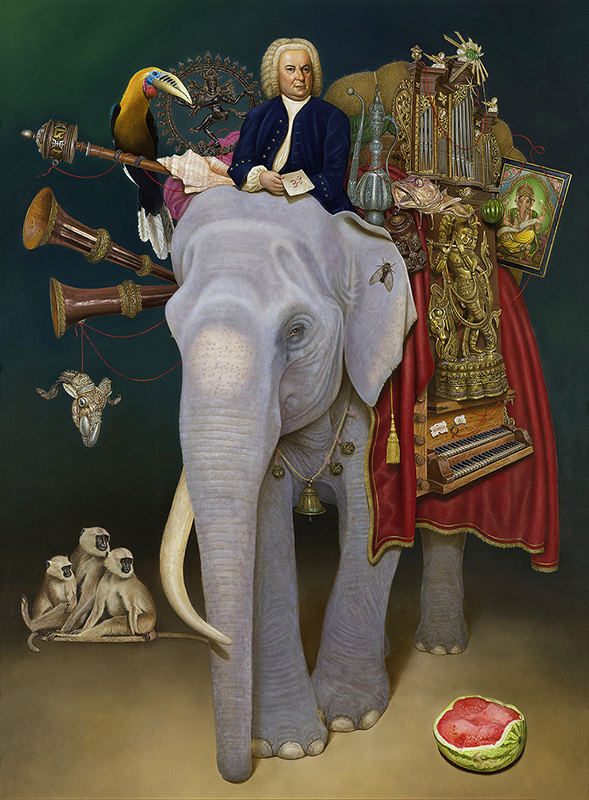
Tajná výprava Johanna Sebastiana do severní Indie
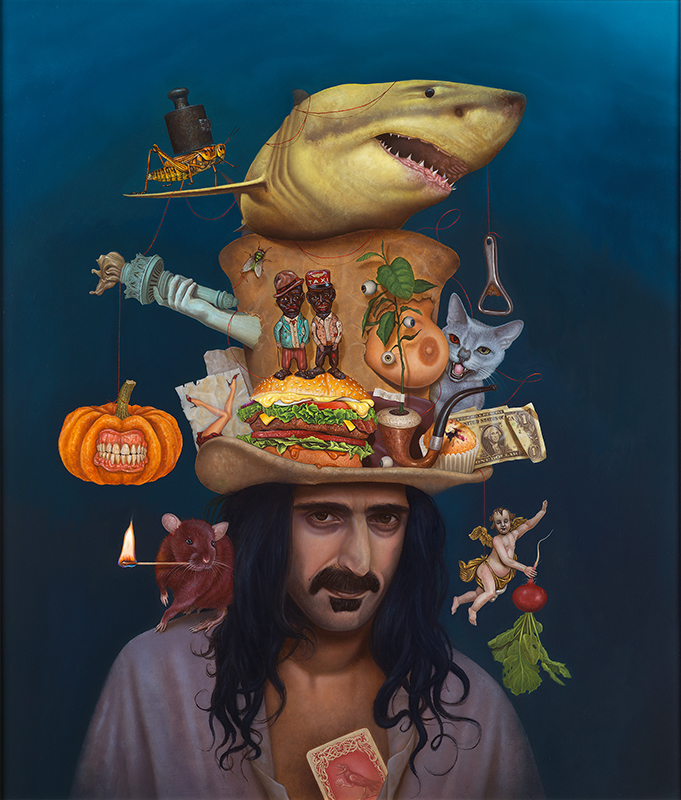
Yellow Shark
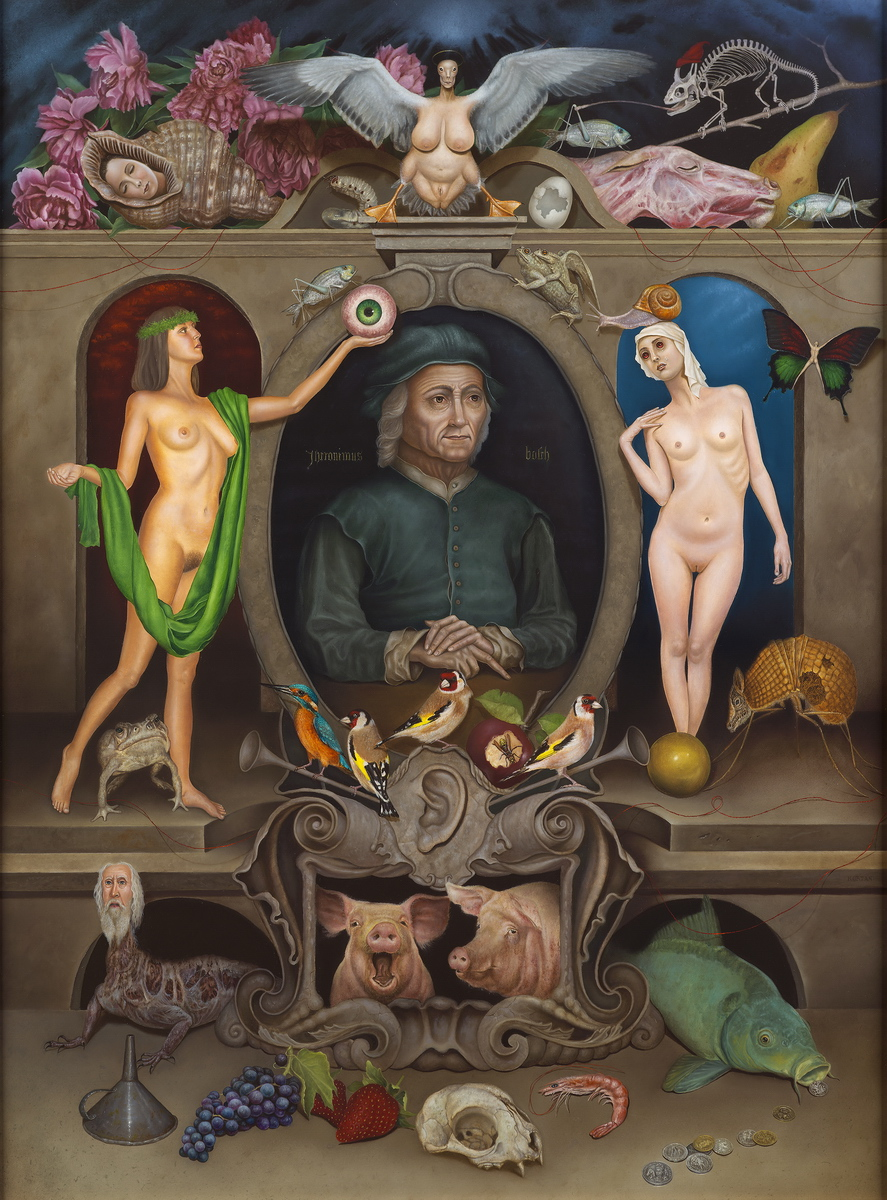
Hieronymus Tempel
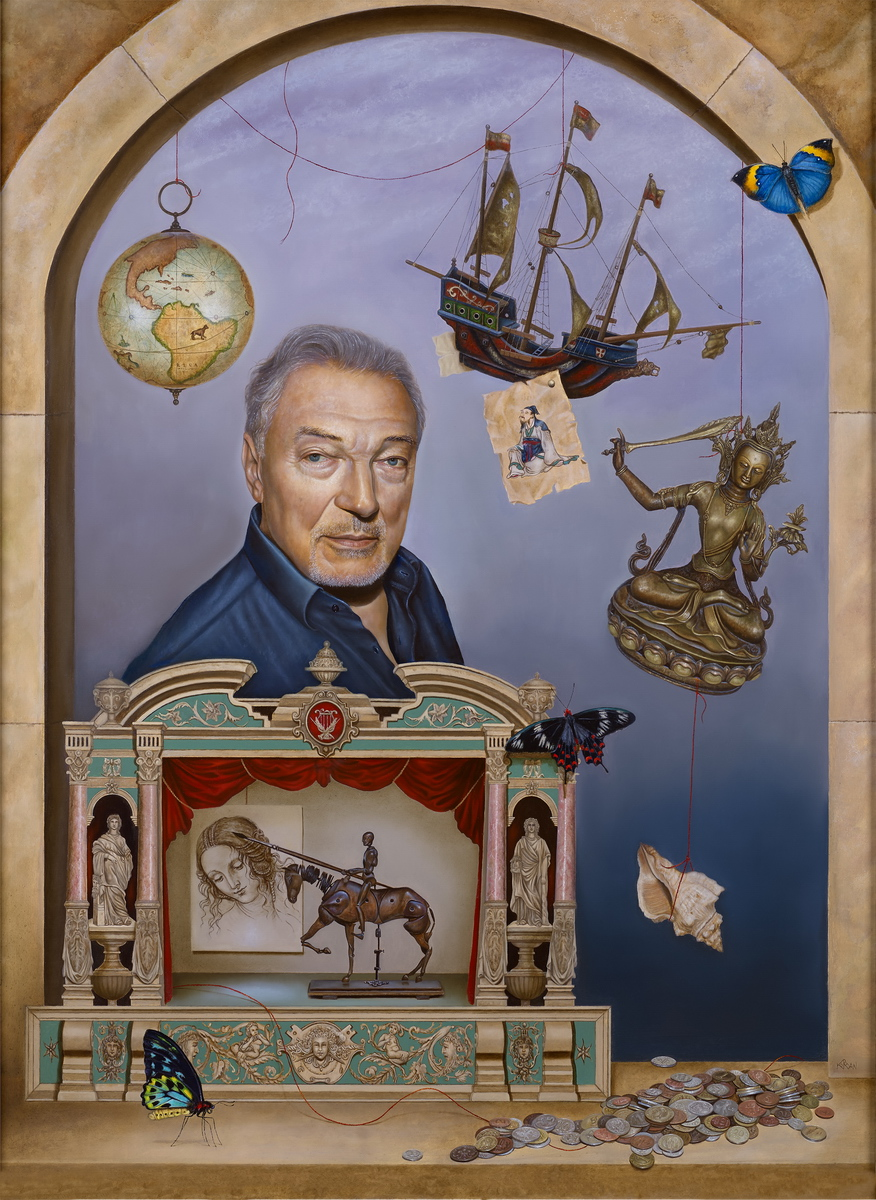
Zweimal um die ganze Welt